# محمد بهرون نعيم
محمد بهرون نعيم الملقب بـ أبو محمد الإندونيسي (ولد في 6 سبتمبر 1983)، هو إسلامي إندونيسي انضم إلى صفوف تنظيم الدولة الإسلامية سنة 2014. يُزعم أنه العقل المدبر لهجمات جاكرتا 2016.
حسب «رويترز»، فإن «بهرون» هو الذي قُتل في مدينة البوكمال السورية، غير أن المتحدث باسم الخارجية الإندونيسية خرج في بيان وقتها يقول: «السفارة في سوريا أجرت تحقيقات لكنها لم تؤكد بعد مقتله». وهو ما ذكره المتحدث باسم وزارة الدفاع الأمريكية، إريك باهون، بأنهم لا يستطيعون تأكيد نبأ مقتله.